# Obereopsis bootangensis
Obereopsis bootangensis là một loài bọ cánh cứng trong họ Cerambycidae.